# Minor music
minor music ist ein deutsches unabhängiges Jazzlabel. Es wurde 1984 von Stephan Meyner gegründet. 

## Geschichte
Meyner, der zuvor als Musikjournalist, Konzertveranstalter und Tourneenorganistor tätig war, gründete das Label, um das Debütalbum The Printmakers der von ihm betreuten Pianistin Geri Allen zu veröffentlichen. Bald erschienen weitere Alben, u. a. von Amina Claudine Myers, Julius Hemphill, Tim Berne/Bill Frisell und Ray Anderson und erlaubten eine internationale Etablierung des Labels. 1987 wurde das Sublabel Rhythm Attack gegründet, das Funk, Contemporary R&B und Hip-Hop von Musikern wie Chuck Brown, Bobby Byrd oder Boogie Down Productions veröffentlichte.
Das Album Roots Revisited (1990) von Maceo Parker machte eine Veränderung des ästhetischen Schwerpunkt deutlich; ihm  folgten weitere Alben von Parker und Musikern aus seinem Umfeld wie Fred Wesley, Pee Wee Ellis, Karl Denson, Rodney Jones, Larry Goldings oder Peter Madsen auf dem Label. Auch Europäer wie Till Brönner, Hans Theessink, Peter Fessler oder Ulita Knaus wurden von minor music gefördert. Der Katalog des Labels wurde durch Veröffentlichungen von etablierten Künstlern wie Bertha Hope, Annette Lowman, George Coleman, Stanley Turrentine, Horace Parlan, Johnny Griffin oder Oscar Brown, Jr. einerseits, von aktuelleren Acts wie Pure Desmond oder Diazpora andererseits ergänzt.